# José Eduardo Mesquita Pimenta
José Eduardo Mesquita Pimenta (São Paulo, 19 de Julho de 1938) é um advogado e dirigente esportivo brasileiro. Foi presidente do São Paulo Futebol Clube durante 1990 a 1994.

## Trajetória
Graduou-se em Ciências Jurídicas e Sociais na Faculdade de Direito da Universidade Presbiteriana Mackenzie, no ano de 1964.
Assumiu o cargo em 1990 das mãos de Juvenal Juvêncio (associado a Carlos Miguel Aidar e que saía de sua primeira administração. Ao lado dos diretores de futebol Fernando Casal Del Rey e Khalef João Francisco, renegociou os contratos de patrocínio do clube e fez grandes investimentos na contratação de jogadores. Sua diretoria foi também a responsável pela contratação de Telê Santana para o cargo de treinador de futebol e por reestruturar os departamento esportivo e de marketing do São Paulo. Como resultado, o São Paulo sagrou-se bicampeão mundial de futebol, bicampeão da Copa Libertadores da América, bicampeão paulista e campeão brasileiro, se transformando em um dos clubes brasileiros de maior renome no exterior e em uma das grandes potências do futebol sul-americano. A fase de sucesso, da mesma forma, proporcionou um significativo aumento em sua torcida.
Mesquita Pimenta sairia da presidência em 1994, um mês antes de findo o mandato, para assumir, por um curto período, o cargo de Secretário Municipal de Esportes de São Paulo, durante governo do prefeito Paulo Maluf. Poucos meses depois surgiram denúncias de que havia recebido propina durante a negociação de Mário Tilico para o Logroñés (que acabou não se concretizando), e de Leonardo para o Valencia, ambos os clubes da Espanha, em 1991. Igualmente foi acusado de má-gestão em reformas de estruturas físicas do clube, além de problemas envolvendo licenciamento da marca do clube para exploração em bingos - a época, atividades legais no Brasil, mas que não recolheram os devidos impostos, pagos posteriormente por outras gestões o clube. As suspeitas levantadas de seu período presidencial fizeram com que saísse da Secretaria Municipal e culminaram no seu afastamento dos quadros do São Paulo.
Posteriormente foi readmitido no clube. Apesar de não ter sofrido uma condenação jurídica pelo episódio, seu grupo político (também ligado ao ex-presidente Antônio Leme Nunes Galvão, que abdicou da vitória conquistada nas eleições de 1990 em seu favor, em uma controvertida mas permitida manobra) acabou enfraquecido na administração interna do São Paulo Futebol Clube (após a bem sucedida administração de Casal Del Rey como presidente reformando e reabrindo estádio do Morumbi após um período de obstrução por parte da Prefeitura se São Paulo por conta de falhas estruturais e de suporte. Casal de Rey ainda montou o elenco que conquistaria o Título Paulista após o final de seu mandato, por intermédio de seu sucessor José Augusto Bastos Neto.)